# Palau ducal de Guimarães
El palau ducal de Guimarães (Paço dos Duques de Bragança) és una majestuosa casa senyorial manada construir el segle xv per Alfons I, futur duc de Bragança i fill del rei Joan I.

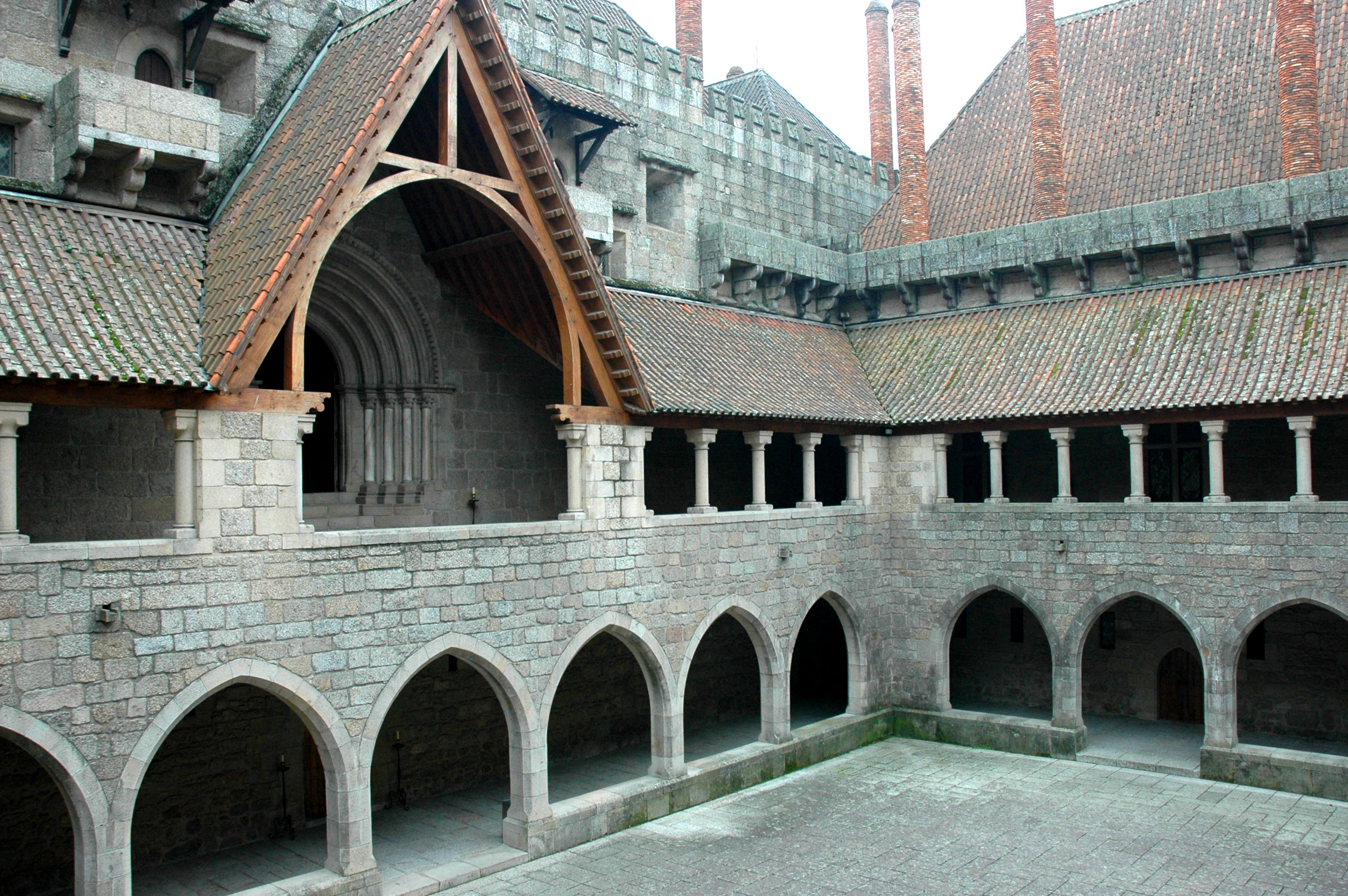
Pati interior

Està situat als voltants del Castell de Guimarães i es tracta d'un exemplar únic a la península Ibèrica d'arquitectura senyorial de l'Europa Septentrional, caracteritzada per la grandesa dels seus edificis i per les seves nombroses xemeneies cilíndriques. Va ser utilitzat com a caserna militar el segle xix i reconstruït en diverses ocasions, sent la més destacada la dels anys 1937 i 1959, any en què fou obert al públic i transformat en museu, allotjant restes dels segles xvii i xviii. Tot l'edifici està classificat com a Monument Nacional des de finals del segle xix.